# Sandro Wagner
Pour les articles homonymes, voir Wagner.
Sandro Wagner (né le 29 novembre 1987 à Munich en Allemagne) est un footballeur international allemand, puis un entraîneur.

## Biographie

### Carrière en club

#### Bayern Munich (2007-2008)
Au Bayern Munich lors de la saison 2007-2008, il s'est mis en évidence lors de la demi-finale de la Coupe de la ligue d'Allemagne gagnée contre Stuttgart 2-0 en marquant le second but de son équipe et en offrant le premier à Franck Ribéry.

#### MSV Duisburg (2008-2010)
Il a signé le 10 juin 2008 au MSV Duisburg.

#### Werder Brême (2010-2012)
Le 31 janvier 2010, il retrouve un club de Bundesliga en rejoignant le Werder Brême.

#### SV Darmstadt 98 (2015-2016)
En 2015, il rejoint le promu SV Darmstadt 98 et avec 14 réalisations, devient le sixième buteur de Bundesliga pour la saison 2015-2016.

#### 1899 Hoffenheim (2016-2017)
Du fait de ses bonnes prestations, il est transféré le 30 juin 2016 au TSG Hoffenheim contre 2,5 millions d'euros.

#### Retour au Bayern Munich (2018-2019)
Juste avant l'ouverture du mercato hivernal, il rejoint le Bayern Munich contre 13 millions d'euros. Il viendra suppléer Robert Lewandowski, qui avait réclamé à ses dirigeants une doublure pour le reste de la saison. Il est d'ailleurs très efficace en inscrivant neuf buts dont le premier contre son ancien club d'Hoffenheim.

#### Tianjin TEDA (2019-2020)
Sandro Wagner s'engage librement avec le Tianjin Teda et il portera le numéro 9. Son contrat d'un an et demi en Chine devrait lui rapporter 15 millions d'euros.
Arrivé en fin de contrat le 24 juillet 2020, il refuse plusieurs offres de clubs allemands et met un terme à sa carrière le 2 août, afin de commencer sa formation d'entraîneur.

### Carrière internationale
En juin 2009, Sandro Wagner est appelé par l'entraineur Horst Hrubesch pour disputer l'Euro espoirs 2009. Accompagné de jeunes talents comme Mesut Özil, Manuel Neuer ou encore du capitaine Sami Khedira, Wagner remporte le tournoi en inscrivant deux buts lors de la finale face à l'Angleterre (victoire 4-0).
En 2017, Wagner est appelé par Joachim Löw à participer à la Coupe des confédérations en Russie. C'est lors des matchs de préparation que Wagner dispute son premier match avec l'Allemagne le 6 juin 2017 face au Danemark. L'attaquant bavarois joue un seul match lors du tournoi, face à l'Australie (victoire 3-2), et remporte la coupe avec l'Allemagne.
Non retenu par Joachim Löw pour le Mondial 2018 en Russie, Sandro Wagner décide de mettre fin à sa carrière internationale le 17 mai 2018.

## Statistiques

### En club
| Saison                | Club                     | Championnat           | Championnat | Championnat | Coupe(s) nationale(s) | Coupe(s) nationale(s) | Supercoupe | Supercoupe | Compétition(s) continentale(s) | Compétition(s) continentale(s) | Compétition(s) continentale(s) | Total | Total |
| Saison                | Club                     | Division              | M.          | B.          | M.                    | B.                    | M.         | B.         | Comp.                          | M.                             | B.                             | M.    | B.    |
| 2007-2008             | Bayern Munich            | Bundesliga            | 4           | 0           | 3                     | 1                     | -          | -          | C3                             | 1                              | 0                              | 8     | 1     |
| 2008-2009             | MSV Duisburg             | 2. Bundesliga         | 30          | 7           | 2                     | 2                     | -          | -          | -                              | -                              | -                              | 32    | 9     |
| 2009-2010             | MSV Duisburg             | 2. Bundesliga         | 6           | 5           | 1                     | 0                     | -          | -          | -                              | -                              | -                              | 7     | 5     |
| Sous-total            | Sous-total               | Sous-total            | 36          | 12          | 3                     | 2                     | -          | -          | -                              | -                              | -                              | 39    | 14    |
| 2010-2011             | Werder Brême             | Bundesliga            | 23          | 5           | 1                     | 0                     | -          | -          | C1                             | 4                              | 0                              | 28    | 5     |
| 2011-2012             | Werder Brême             | Bundesliga            | 7           | 0           | 1                     | 0                     | -          | -          | -                              | -                              | -                              | 8     | 0     |
| Sous-total            | Sous-total               | Sous-total            | 30          | 5           | 2                     | 0                     | -          | -          | -                              | 4                              | 0                              | 36    | 5     |
| 2011-2012             | FC Kaiserslautern (prêt) | Bundesliga            | 11          | 0           | -                     | -                     | -          | -          | -                              | -                              | -                              | 11    | 0     |
| 2012-2013             | Hertha BSC               | 2. Bundesliga         | 31          | 5           | 1                     | 1                     | -          | -          | -                              | -                              | -                              | 32    | 6     |
| 2013-2014             | Hertha BSC               | Bundesliga            | 25          | 2           | 2                     | 0                     | -          | -          | -                              | -                              | -                              | 27    | 2     |
| 2014-2015             | Hertha BSC               | Bundesliga            | 15          | 0           | 1                     | 0                     | -          | -          | -                              | -                              | -                              | 16    | 0     |
| Sous-total            | Sous-total               | Sous-total            | 71          | 7           | 3                     | 1                     | -          | -          | -                              | -                              | -                              | 74    | 8     |
| 2015-2016             | SV Darmstadt             | Bundesliga            | 32          | 14          | 2                     | 1                     | -          | -          | -                              | -                              | -                              | 34    | 15    |
| 2016-2017             | 1899 Hoffenheim          | Bundesliga            | 31          | 11          | 2                     | 1                     | -          | -          | -                              | -                              | -                              | 33    | 12    |
| 2017-2018             | 1899 Hoffenheim          | Bundesliga            | 11          | 4           | 1                     | 0                     | -          | -          | C1+C3                          | 2+3                            | 1+1                            | 17    | 6     |
| Sous-total            | Sous-total               | Sous-total            | 42          | 15          | 3                     | 1                     | -          | -          | -                              | 5                              | 2                              | 50    | 18    |
| 2017-2018             | Bayern Munich            | Bundesliga            | 14          | 8           | 1                     | 0                     | -          | -          | C1                             | 3                              | 1                              | 18    | 9     |
| 2018-2019             | Bayern Munich            | Bundesliga            | 7           | 0           | 1                     | 1                     | 1          | 0          | C1                             | 3                              | 0                              | 12    | 1     |
| Sous-total            | Sous-total               | Sous-total            | 21          | 8           | 2                     | 1                     | 1          | 0          | -                              | 6                              | 1                              | 30    | 10    |
| 2019                  | Tianjin Teda             | CSL                   | 26          | 12          | -                     | -                     | -          | -          | -                              | -                              | -                              | 26    | 12    |
| Total sur la carrière | Total sur la carrière    | Total sur la carrière | 273         | 73          | 16                    | 6                     | 1          | 0          | -                              | 16                             | 3                              | 306   | 82    |

### En sélection nationale
| Saison                | Sélection             | Phases finales                | Phases finales | Phases finales | Phases finales | Éliminatoires | Éliminatoires | Éliminatoires | Matchs amicaux | Matchs amicaux | Matchs amicaux | Total | Total | Total |
| Saison                | Sélection             | Compétition                   | M              | B              | Pd             | M             | B             | Pd            | M              | B              | Pd             | M     | B     | Pd    |
| --------------------- | --------------------- | ----------------------------- | -------------- | -------------- | -------------- | ------------- | ------------- | ------------- | -------------- | -------------- | -------------- | ----- | ----- | ----- |
| 2016-2017             | Allemagne             | Coupe des confédérations 2017 | 1              | 1              | 0              | 1             | 1             | 0             | 1              | 1              | 0              | 3     | 3     | 0     |
| 2017-2018             | Allemagne             | Coupe du Monde 2018           | -              | -              | -              | 2             | 2             | 0             | 3              | 0              | 0              | 5     | 2     | 0     |
| Total sur la carrière | Total sur la carrière | Total sur la carrière         | 1              | 1              | 0              | 3             | 3             | 0             | 4              | 1              | 0              | 8     | 5     | 0     |

## Palmarès

### En club
|  |  | Bayern Munich - Bundesliga - Champion : 2008 et 2018 - Coupe de la Ligue d'Allemagne - Vainqueur : 2007 - Supercoupe d'Allemagne - Vainqueur : 2018 |

### En sélection
- Allemagne
  - Vainqueur de l'Euro espoirs en 2009.
  - Vainqueur de la Coupe des confédérations 2017